# Острожински правилник
Острожински правилник је први правни документ по којем су радили Народноослободилачки одбори НОО на Кордуну усвојен 14. децембра 1941. године.  Име је добио по месту доношења, селу Острожин на Кордуну.
Острожински правилник је донијет од апсолутне већине народа изабраних одборника који су представљали власт националноослободилачког фронта све док трају борбе на Кордуну. Њиме је одређено да народна власт, односно НОО обавља цивилну и судску власт на ослобођеном територију и одлучује о народу и војсци. Правилником је утврђено да се НОО брине за партизанску војску  и њену исхрану, затим се брине за здравство, школство, судство, господарство и управу. Овим актом је и формало прекинута власт Независне државе Хрватске  на ослобођеним подручјима Кордуна.
Острожинским правилником је формиран Которски Народноослободилачки одбор Киринско-сјеничарски, и два општинска НОО Сјеничак и  Кирин. Аутор Острожинског правилника је био Миле Манојловић - Геџо који је био и први председник Которског НОО за Кирин и Сјеничак.
Острожински правилник је био први правни акт којим је регулисана нова народна власт настала на ослобођеним територијама за време НОП-а Југославије и настао је више од месец дана пре Фочанских прописа.